# HowStuffWorks
HowStuffWorks (geralmente traduzido por Como tudo funciona) é um site criado por Marshall Brain em 1998; e desde 2003 faz parte do grupo Convex. Ele foi traduzido para o português através do time da HowStuffWorks Brasil, que também produz conteúdo local, dirigido para o público brasileiro. Assim como a versão estadunidense, o site é dedicado a explicar como tudo funciona.
Todos os artigos e textos do HowStuffWorks são escritos por especialistas, o que os torna uma fonte de pesquisa confiável e faz dele um site referência em conteúdo.[carece de fontes?]
Para ficar mais fácil entender como tudo funciona o site usa ainda fotos, diagramas, ilustrações, animações, vídeos e áudio para deixar claro até a mais complexa tecnologia e mecanismos em termos de entendimento. Novos conteúdos são adicionados todos os dias.

## História
Em 1998, o ex-professor Marshall Brain formado pela Universidade Estadual da Carolina do Norte começou o site como um hobby. Em 1999, Brain começou a aumentar o capital e formar uma companhia, HowStuffWorks, Inc.  	
Em Março de 2002, HowStuffWorks foi vendida para o Convex Group e a sua sede mudou de Cary, Carolina do Norte para Atlanta, Georgia. O Convex Group é uma companhia de investimento e media de Atlanta, fundada por Jeff Arnold, também presidente da WebMD. Howstuffworks recentemente adquiriu o Mobil Travel Guide e Consumer Guide[carece de fontes?].
Em outubro de 2007 a HSW International anunciou a fusão com a Discovery Communications, dona dos canais Discovery Channel e Animal Planet e passou a fazer parte da maior empresa de mídia de não-ficção do mundo, que está presente em 170 países. A integração entre as duas empresas vai permitir que o site HowStuffWorks veicule vídeos do Discovey Channel e por sua vez, a partir de 2008, o canal passará a exibir um programa chamado HowStuffWorks.
Em 22 de junho de 2007, o HowStuffWorks Brasil foi ao ar. No país, o site tem como principais parceiros o UOL e Google.

## Como funciona o HowStuffWorks
- Um artigo do dia é lançado diariamente no (“HOJE no HowStuffWorks”) com mais 3 outros artigos anteriormente selecionados para estar no destaque;
- No Guia de compras do HowStuffWorks, o internauta se informa sobre produtos e tem noções básicas sobre eles, para não restar dúvidas na hora de adquirí-los ;
- O usuário pode participar votando no Fato do dia, Frase do dia e Enquete do dia, na seção Rapidinha;
- Há o Boletim HowStuffWorks por email;
- O Shopping HowStuffWorks compara preços de vários produtos disponíveis em lojas virtuais, mostrando ao internauta as melhores opções de compra e os preços mais competitivos. Ali o visitantes pode pesquisar produtos e encontrar o melhor preço de várias lojas online, provido pelo UOL;
- Atualmente, o RSS do HowStuffWorks oferece os artigos que são destaque no site, em uma maneira prática e confortável de acompanhar seu conteúdo. O RSS do HSW não contém strings anexados e é totalmente gratuito.